# شوهاسكو
شوهاسكو (بالحروف اللاتينية: churrasco، اللفظ بالبرتغالية: شوهاسكو؛ اللفظ بالإسبانية: تشوراسكو) مصطلح برتغالي وإسباني يشير إلى لحم البقر واللحوم عموما التي هي مشوية بطرق مختلفة خلال أميركا اللاتينية وأوروبا، ولكنها تظهر خاصة في مطابخ الأوروغواي والبرازيل وبوليفيا والأرجنتين وتشيلي وكولومبيا ونيكاراغوا وبيرو وبلدان أميركية لاتينية أخرى.
المصطلح «شوهاسكاريا» عامة يشير إلى المطعم الذي يقدم هذا النوع من المشويات، ويقدم الكثير من هذه المطاعم المأكولات بقدر ما يستطاع أكلها. ينتقل النوادل حول المطعم بأسياخ اللحم ويقطعون شرائح على أطباق الزبائن. هذا النوع من الخدمة يسمي هودجيزيو "rodízio" أي «الدوران» وهو أسلوب شائع في البرازيل.

## معرض صور

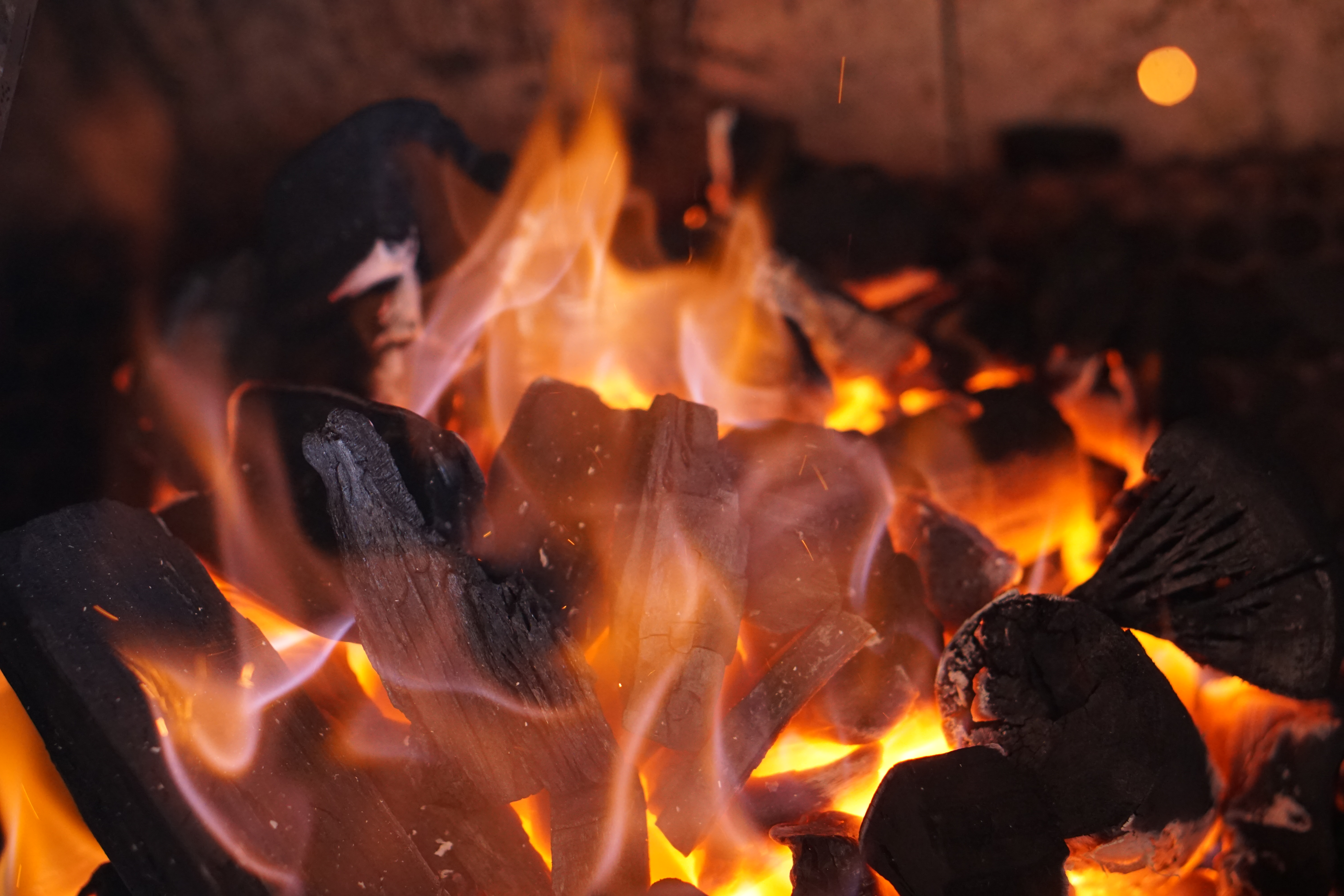
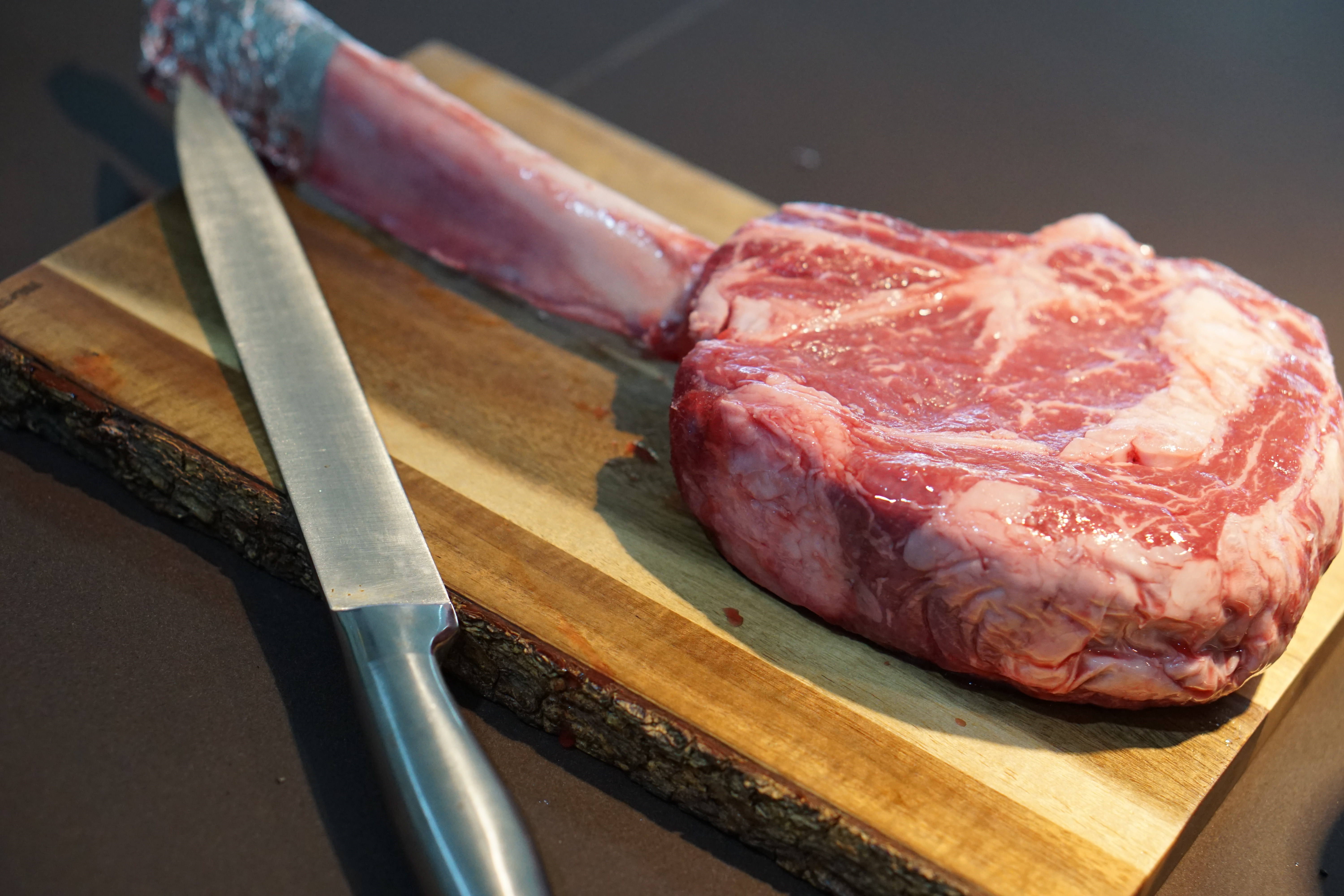
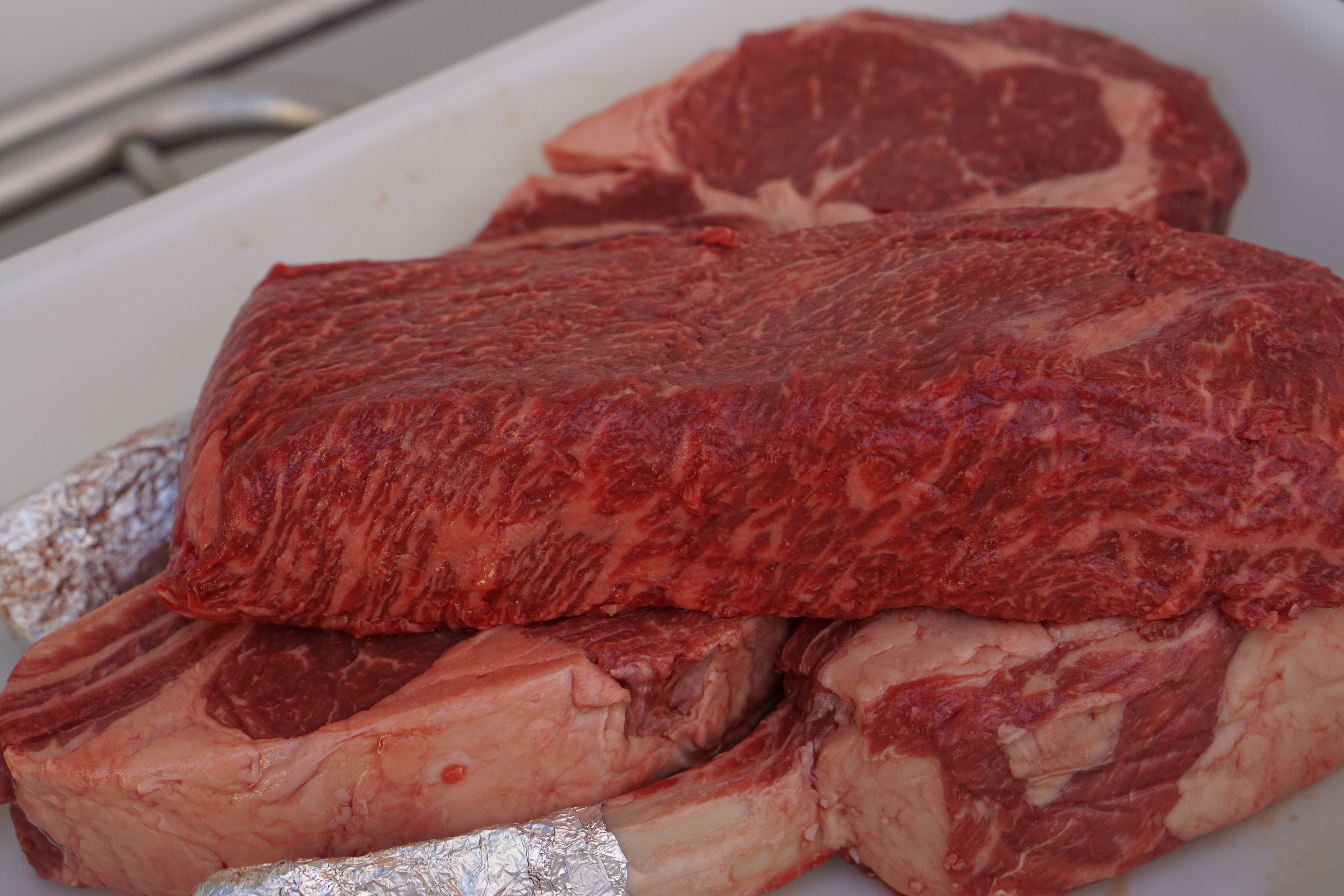
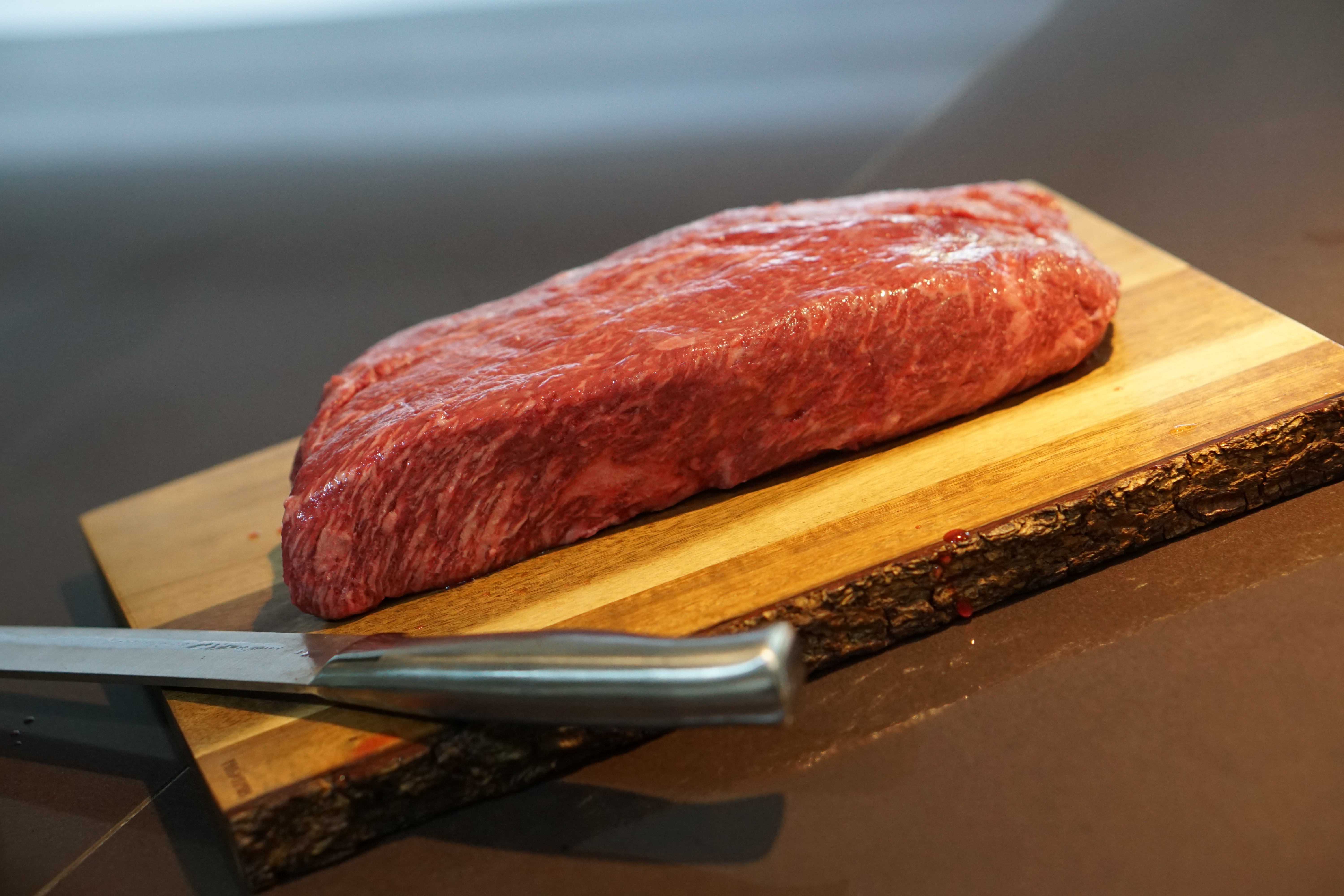